# Siegel West Virginias
Das Siegel des US-Bundesstaates West Virginia ist seit dem Jahr 1863 in Gebrauch.

## Gestaltung
Das Siegel besteht aus einer Vorder- und einer Rückseite. Die Vorderseite ist das offizielle Staatssiegel, während die Rückseite dem Gouverneur als offizielles Siegel dient.
Das Staatssiegel stellt die natürlichen Ressourcen des Staates, seine ökonomische Stärke und die Entschlossenheit der Bewohner dar.
Mittig auf dem Siegel ist ein großer Felsblock, welcher Stärke, Unerschütterlichkeit und Stabilität des Staates und seiner Bewohner repräsentiert.
In den Stein ist das Datum “June 20, 1863” eingeritzt. An diesem Tag trat West Virginia der Union bei.
Davor liegen über Kreuz zwei Jagdgewehre und am Kreuzungspunkt der Gewehre eine Phrygische Mütze. Diese Phrygische Mütze, auch Freiheitsmütze genannt, ist auch auf den Siegeln der Staaten New Jersey und New York abgebildet, sowie auf den offiziellen Siegeln der US-Armee und des US-Senat.
Der Felsblock wird von zwei Männern flankiert, die wichtige Facetten der Wirtschaft des Staates darstellen. Zur Linken vor einer Korngarbe ein Bauer, Symbol für Landwirtschaft, mit einer Axt in der Hand und zur Rechten, vor Hammer und Amboss, ein Minenarbeiter, der einen Pickel schultert, Symbol für die Industrie.

Flagge West Virginias

Auf dem Rand des Siegels stehen die Worte “State of West Virginia.” und das Motto des Staates in lateinischer Sprache
Montani Semper Liberi.
(Bergbewohner sind immer frei.)
Es soll den Geist der Unabhängigkeit ausdrücken, der allen Bewohnern West Virginias inne ist.
Das Siegel findet sich als zentrales Element in der Flagge West Virginias wieder.

## Geschichte
Artikel 2, Abschnitt 7 der Verfassung von West Virginia legt bezüglich des Siegels Folgendes fest:
“The present seal of the state, with its motto ‘Montani Semper Liberi,’ shall be the Great Seal of the State of West Virginia, and shall be kept by the secretary of state, to be used by him, officially as directed by law.”
Nachdem West Virginia am 20. Juni 1863 der Union beigetreten war, legte die Gesetzgebung am 26. September 1863 die offizielle Form des Siegels fest.